# Hogging
Hogging ou sweat hogging refere-se à prática de grupos de homens que têm como alvo mulheres com sobrepeso ou obesidade, tipicamente para encontros sexuais. Ao contrário de fetichistas de gordura, os homens que participam do hogging não são necessariamente atraídos sexualmente pelos corpos de mulheres obesas; eles visam manipular o estado emocional da mulher ou obter entretenimento para si mesmos e seus amigos ao se envolverem em atividades sexuais com mulheres acima do peso.

## Prática
Indivíduos ou grupos têm utilizado o hogging contra mulheres. O hogging frequentemente envolve consumo de álcool em excesso e desapego emocional. O hogging nem sempre inclui relação sexual, e muitas vezes outras atividades sexuais são o objetivo final. A participação às vezes envolve apostas entre pares masculinos, bem como a humilhação da mulher envolvida.
A prática também tem sido sugerida como uma manifestação de hipermasculinidade, na qual homens que não se enquadram nas expectativas normativas de masculinidade exibem insegurança, defensividade e agressividade sexual para compensar sua incapacidade de atender aos padrões masculinos. Dessa forma, o hogging é descrito como uma forma de predação sexual, em que o sexo é um ato de conquista, e não de intimidade.

## Na sociedade
Em 2005, o Journal of Deviant Behaviour publicou um estudo com relatos de homens sobre a prática. Escrevendo na Inside Higher Ed, a autora do estudo afirmou que seus entrevistadores não perguntaram aos entrevistados se eles já haviam ouvido o termo, mas sim: “Nós simplesmente perguntamos se eles já haviam ouvido falar de uma prática em que homens tentam conquistar mulheres que consideram gordas ou pouco atraentes como parte de uma aposta ou para ter relação sexual, e eles responderam: ‘Sim, hogging.’”

## Leitura complementar
- Prohaska, Ariane; Gailey, Jeannine (2009). «Fat Women as "Easy Targets: Achieving Masculinity Through Hogging"». In:  Rothblum, Esther; Solovay, Sondra. The Fat Studies Reader. [S.l.]: NYU Press. ISBN 978-0-8147-7631-5